# Jon Dahl Tomasson
Jon Dahl Tomasson (Kopenhagen, 29. kolovoza 1976.) je danski nogometni trener i umirovljeni nogometni reprezentativac. Trenutno radi kao pomoćni trener u Vitesseu. Od ljeta 2016. godine će Tomasson raditi kao pomoći trener u danskoj nogometnoj reprezentaciji. Tomasson je danskog i islandskog podrijetla te je igrao na pozicijama polušpice i napadača.
Svoje najveće klupske uspjehe Jon Dahl Tomasson je ostvario s Feyenoordom (osvajanje Kupa UEFA 2002.) te AC Milanom (Liga prvaka 2003. te finale iste 2005.). Također, Tomasson je 2002. i 2004. proglašen danskim igračem godine.
U reprezentativnoj karijeri koja je trajala od 1997. do 2010., Tomasson je za Dansku nastupio 112 puta te je pritom postigao 52 pogotka. S reprezentacijom je nastupio na dva svjetska (2002. i 2010.) i dva europska prvenstva (2000. i 2004.).

## Karijera

### Klupska karijera

#### Početci
Tomasson se je rodio u Kopenhagenu kao sin Bjarne Tomassona i Leile Dahl Petersen. Nogomet je zaigrao kao petogodišnjak u pionirima kluba Solrød BK iz Køgea. S devet godina prešao je u veći klub Køge BK. U studenom 1992. u dobi od 16 godina Tomasson je prvi put zaigrao za seniorsku momčadi Køgea. Tijekom sljedeće dvije sezone Tomasson je pomogao klubu dva puta plasirati se u veći rang natjecanja. Prvi puta na kraju sezone 1992./93. kada se Køge kvalificirao iz niže lige u 2. diviziju. Krajem sezone 1993./94, klub se plasirao u 1. diviziju (druga danska nogometna liga).

#### SC Heerenveen
U prosincu 1994. Jon Dahl Tomasson iz Køgea prelazi u nizozemski SC Heerenveen u dobi od 18 godina. Prvotimcem kluba je postao u sezoni 1995./96. kada je s 14 golova u 30 utakmica bio najbolji klupski strijelac. Već sljedeće sezone igrač je povećao skor na 18 golova te je još jednom bio najbolji strijelac Heerenveena. Također, Jon Dahl Tomasson je 1996. proglašen najboljim nogometnim talentom u Nizozemskoj.

#### Newcastle United
Dobrim igrama u Heerenveenu, Tomasson je privukao interes većih europskih klubova. Tako je u srpnju 1997. transferiran u redove premijerligaša Newcastle Uniteda kojeg je tada vodila bivša Liverpoolova zvijezda Kenny Dalglish. Tada je Dalglish izjavio da će Tomasson biti savršeni suigrač Newcastleovom napadaču Alanu Sheareru. Njihovo partnerstvo je isprva djelovalo jako dobro tijekom prijateljskog turnira u Irskoj.
Međutim, nakon ozbiljne Shearerove ozljede i kontroverznog transfera Lesa Ferdinanda u Tottenham Hotspur došlo je do prebacivanja Tomassona s njegove prirodne pozicije polušpice u napadača. Tomasson se teško priviknuo na novu poziciju kao i engleski stil igre. Uz to ali i psihološki pritisak, igrač je u ukupno 35 odigranih utakmica postigao svega četiri gola.
Uz samog igrača, i cijela momčad je igrala ispod svojeg nivoa tako da je Newcastle United koji je u posljednje dvije sezone bio na vrhu engleskog nogometa, sezonu 1997./98. završio na 13. mjestu.

#### Feyenoord Rotterdam
Nakon neuspješne sezone u Premier ligi, Tomasson se vraća u Nizozemsku gdje u srpnju 1998. potpisuje za rotterdamski Feyenoord. U klubu je ponovo vraćen na prirodnu poziciju polušpice te je u svojoj prvoj sezoni (1998./99.) osvojio Eredivisie i nizozemski Superkup. Iako klub nije uspio ponoviti taj uspjeh u godinama koje su slijedile, Tomasson je s Feyenoordom osvojio treće (1999./00.), drugo (2000./01.) i treće (2001./02.) mjesto u nizozemskom prvenstvu. Kao i u Heerenveenu, Tomasson je i u Feyenoordu bio najbolji klupski strijelac. Tako je u sezoni 2000./01. predvodio u klubu s 15 postignutih pogodaka. Sljedeće sezone je povisio skor na 17 golova te su Jon Dahl Tomasson i Pierre van Hooijdonk činili jaki tandem u napadu.
2002. Tomasson je bio Feyenoordov integralni igrač s kojim je osvojen Kup UEFA. Na tom europskom natjecanju igrač je zabio četiri gola. Klub je na putu do finala koje se igralo na domaćem stadionu, redom pobijeđivao SC Freiburg, Glasgow Rangers, PSV Eindhoven te Inter Milan. U finalu je Feyenoord dočekao Borussiju Dortmund koju je pobijedio s 3:2. Sam Jon Dahl Tomasson je zabio gol za rezultat 3:1 te je proglašen igračem utakmice.
U ljeto 2002. Tomassonov ugovor s Feyenoordom je istekao te se nakon pobjede u finalu Kupa UEFA složio s klupskim vodstvom da kao slobodan igrač ode u AC Milan.

#### AC Milan
U svojoj prvoj sezoni za AC Milan (2002./03.) igrač je s klubom osvojio talijanski kup. Tomasson je većinom korišten kao zamjena na kraju utakmice ali je unatoč tome za klub postigao tri pogotka u Ligi prvaka. Time je pridonio klubu koji je te sezone osvojio Ligu prvaka.
Tijekom sezone 2003./04. Tomassonu je dana veća minutaža što se pokazala kao odlična trenerova odluka jer je igrač u Serie A zabio 12 golova. Te sezone Tomasson je imao klučnu ulogu u AC Milanu koji je osvojio scudetto. U kolovozu 2004. Tomasson je bio dio momčadi koja je protiv rimskog Lazija osvojila Superkup pobijedivši s visokih 3:0.
U sezoni 2004./05. Jon Dahl Tomasson se borio da osigura mjesto u startnoj postavi kluba, ali je ponovo korišten kao zamjena. Te sezone AC Milan je ponovo igrao u finalu Lige prvaka, ovaj puta protiv Liverpoola. U toj utakmici Tomasson je opet uveden u igru kao zamjena te se pitanje pobjednika odlučivalo izvođenjem jedanaesteraca. Iako je danski igrač zabio gol iz penala, AC Milan je izgubio zbog promašaja Serginha, Andreje Pirla i Andrija Ševčenka.
Kada se bivša Interova legenda Christian Vieri pridružio klubu u srpnju 2005., Jon Dahl Tomasson je zatražio od klupskog vodstva da ga se stavi na transfer listu.
Kasnije je Carlo Ancelotti uoči utakmice osmine finala Lige prvaka između Chelseaja i FC Kopenhagena (sezona 2010./11.), kao bivši trener AC Milana izjavio: "U klubu je bilo mnogo profesionalnih i vještih igrača. Jedini s najboljim performansama i odličnim igrama u kontinuitetu je bio Jon Dahl Tomasson koji se uvijek borio za minutažu protiv napadača svjetske klase. Nikad nije odustajao te je nastojao uzeti svaku šansu koja mu se pružala".

#### VfB Stuttgart
U srpnju 2005. njemački bundesligaš VfB Stuttgart kupuje Tomassona za 7,5 milijuna eura s kojim je potpisan četverogodišnji ugovor. U klubu je igrao sa suigračem iz reprezentacije Jesperom Grønkjærom. Međutim, predstojeća sezona 2005./06. nije bila uspješna niti za jednog od njih dvojice. Iako se od Tomassona očekivalo da bude najbolji Stuttgartov strijalac, on je zabio svega osam prvenstvenih golova te je klub u konačnici završio na 9. mjestu u Bundesligi.
Na kraju sezone Grønkjær napušta klub i vraća se u domovinu, dok se Tomassona povezivalo s Birmingham Cityjem. Na kraju ljetnog transfernog roka u kolovozu 2006. igrač je odlučio da će ostati u VfB Stuttgartu jer je vjerovao u bolju klupsku sezonu.
Klub je tada postao njemačkim prvakom ali je na Tomassonovu štetu trener odlučio da će se u igri uglavnom koristiti Cacau i Mario Gomez. Zbog toga je izgubio mjesto u početnom sastavu te je u igru uglavnom ulazio kao rezerva. Tako je odigrao svega 4 od 17 utakmica u prvom dijelu sezone.

#### Villarreal
24. siječnja 2007. Tomasson je posuđen u španjolski Villarreal kako bi zamijenio ozlijeđenog Nihata Kahvecija. Nakon što je debitirao za klub u utakmici protiv Real Madrida, Jon Dahl Tomasson je postao tek peti igrač u klupskoj nogometnoj povijesti koji je igrao u Premier ligi, Serie A, Bundesligi i Primeri. Prije njega to su ostvarili tek Florin Răducioiu, Gheorghe Popescu, Abel Xavier i Pierre Womé.
Igračev ugovor o posudbi je istekao 1. srpnja 2007. ali ga je Villarreal zadržao zbog ugovorne opcije da ga može otkupiti. Budući da je klupsko vodstvo bilo zadovljno viđenim u posljednjih šest mjeseci, odlučili su ga otkupiti za milijun eura te su s njime potpisali novi dvogodišnji ugovor.
U prvoj prvenstvenoj utakmici u sezoni 2007./08. Tomasson je zabio za Villarreal u 3:0 pobjedi protiv Valencije. Međutim, to je bio jedan od svega tri gola koje je igrač te sezone postigao u španjolskom prvenstvu. Tijekom utakmica Kupa UEFA, Tomasson je uspio potvrditi svoju igračku kvalitetu kao efikasan strijelac (5 golova u 8 utakmica). Klub je sezonu završio na drugom mjestu u Primeri što je bio najbolji klupski rezultat u povijesti. Međutim, na osobnoj razini, za Tomassona je to bila razočaravajuća sezona zbog malo odigranih utakmica te nekoliko pogodaka u prvenstvu.

#### Povratak u Feyenoord
Nakon razočaravajuće sezone u Villarrealu, Jon Dahl Tomasson se dogovorio s klubom o pronalasku novog angažmana u lipnju 2008. španjolske sportske novine Marca su ga odmah povezale s nizozemskim Feyenoordom. Tomasson je najprije opovrgnuo tu informaciju. Međutim, ta špekulacija se ubrzo pokazala točnom te igrač u srpnju 2008. napušta Villarreal kao slobodan igrač te se vraća u Feyenoord. S novo-starim klubom Jon Dahl je potpisao trogodišnji ugovor.
Tomasson je imao odličan start u rotterdamskom klubu - četiri gola u tri utakmice. Nažalost, krajem rujna 2008. igrač se ozlijedio i oporavak je trajao do kraja siječnja. Zbog toga je za klub odigrao svega 14 utakmica u sezoni 2008./09.
Već sljedeće sezone Tomasson je imao niz ozljeda koje su ga udaljile s terena. Međutim, odigrao je dvostruko više utakmica za klub nego tijekom prijašnje sezone te je postigao 12 golova. Time je postao najbolji strijelac kluba u sezoni 2009./10. Tomasson je bio važna karika kluba koji je završio kao 4. u Eredivisieju te se plasirao u finale nizozemskog kupa. U finalu koje se igralo na dvije utakmice, Feyenoord je izgubio od Ajaxa ukupnim rezultatom 6:1 a Jon Dahl Tomasson je postigao jedini gol za klub.
Zbog ozljeda, igrač je propustio prvi dio sezone 2010./11. Prema izvještajima klupskih liječnika, ozljede su bile teže nego što se prvotno mislilo. Tako je Tomasson postao spreman da uđe u igru tek u siječnju 2011.
Jon Dahl Tomasson se igrački umirovio 6. lipnja 2011. te je najavio da će postati trenerov pomoćnik u SBV Excelsioru.

### Reprezentativna karijera
Tomasson je igrao u svim mlađim dobnim reprezentacijama Danske dok je za seniorsku momčad debitirao 29. ožujka 1997. u utakmici protiv Hrvatske nakon što se iskazao u Heerenveenu. Tijekom karijere u Newcastle Unitedu igrač je maknut iz reprezentacije te nije uveden u popis reprezentativaca za predstojeće SP u Francuskoj 1998.
Nakon što je potpisao za Feyenoord, igrač ponovo počinje nastupati za reprezentaciju za koju je u kvalifikacijskom ciklusu za EURO 2000. zabio šest golova u sedam utakmica. Time je postao važnom karikom Danske te je igrao na poziciji polušice, iza napadača Ebbea Sanda. Na samom Europskom prvenstvu, Tomasson je odigrao sve tri utakmice ali nije bio strijelac.
Prije odlaska u AC Milan, Tomasson je s Danskom igrao na Svjetskom prvenstvu u Japanu i Južnoj Koreji gdje je zabio četiri pogotka u isto toliko utakmica. Zbog tog dosega je osvojio nagradu "Brončana kopačka" Svjetskog prvenstva.
Na EURO-u 2004. Jon Dahl Tomasson je zabio tri gola u četiri utakmice te je uvršten u najbolju momčad turnira.
28. svibnja 2010. izbornik Morten Olsen uvrstio je Tomassona u konačan popis reprezentativaca za predstojeći Mundijal u Južnoj Africi. Reprezentativac je u utakmici grupne faze protiv Japana zabio počasni pogodak u visokom 3:1 porazu. Na kraju turnira, FIFA ga je proglasila najboljim danskim igračem turnira. Međutim, navijači i mediji se nisu složili s tom odlukom.
9. kolovoza 2010. Jon Dahl Tomasson je obznanio da se povlači iz reprezentacije nakon 13 godina dok je izbornik Olsen izjavio da "odlazi odličan igrač i fantastična osoba".

#### Pogodci za reprezentaciju
| #   | Datum               | Mjesto                            | Protivnik   | Pogodak | Rezultat  | Natjecanje                                |
| --- | ------------------- | --------------------------------- | ----------- | ------- | --------- | ----------------------------------------- |
| 1.  | 9. lipnja 1999.     | Liverpool, Engleska               | Wales       | 1 : 0   | 2 : 0     | Kvalifikacije za EURO 00'                 |
| 2.  | 4. rujna 1999.      | Kopenhagen, Danska                | Švicarska   | 2 : 1   | 2 : 1     | Kvalifikacije za EURO 00'                 |
| 3.  | 8. rujna 1999.      | Stadio San Paolo, Napoli, Italija | Italija     | 3 : 2   | 3 : 2     | Kvalifikacije za EURO 00'                 |
| 4.  | 13. studenog 1999.  | Tel Aviv, Izrael                  | Izrael      | 1 : 0   | 5 : 0     | Kvalifikacije za EURO 00'                 |
| 5.  | 13. studenog 1999.  | Tel Aviv, Izrael                  | Izrael      | 2 : 0   | 5 : 0     | Kvalifikacije za EURO 00'                 |
| 6.  | 17. studenog 1999.  | Kopenhagen, Danska                | Izrael      | 3 : 0   | 3 : 0     | Kvalifikacije za EURO 00'                 |
| 7.  | 29. ožujka 2000.    | Leiria, Portugal                  | Portugal    | 1 : 0   | 1 : 2     | Prijateljska utakmica                     |
| 8.  | 3. lipnja 2000.     | Kopenhagen, Danska                | Belgija     | 1 : 0   | 2 : 2     | Prijateljska utakmica                     |
| 9.  | 2. rujna 2000.      | Reykjavík, Island                 | Island      | 1 : 1   | 2 : 1     | Kvalifikacije za SP u Koreji i Japanu 02' |
| 10. | 25. svibnja 2001.   | Kopenhagen, Danska                | Slovenija   | 2 : 0   | 3 : 0     | Prijateljska utakmica                     |
| 11. | 2. lipnja 2001.     | Kopenhagen, Danska                | Češka       | 2 : 1   | 2 : 1     | Kvalifikacije za SP u Koreji i Japanu 02' |
| 12. | 5. rujna 2001.      | Sofija, Bugarska                  | Bugarska    | 1 : 0   | 2 : 0     | Kvalifikacije za SP u Koreji i Japanu 02' |
| 13. | 5. rujna 2001.      | Sofija, Bugarska                  | Bugarska    | 2 : 0   | 2 : 0     | Kvalifikacije za SP u Koreji i Japanu 02' |
| 14. | 17. travnja 2002.   | Kopenhagen, Danska                | Izrael      | 2 : 0   | 3 : 1     | Prijateljska utakmica                     |
| 15. | 17. svibnja 2002.   | Kopenhagen, Danska                | Kamerun     | 2 : 0   | 3 : 0     | Prijateljska utakmica                     |
| 16. | 1. lipnja 2002.     | Ulsan, Južna Koreja               | Urugvaj     | 1 : 0   | 2 : 1     | SP u Koreji i Japanu 02'                  |
| 17. | 1. lipnja 2002.     | Ulsan, Južna Koreja               | Urugvaj     | 2 : 1   | 2 : 1     | SP u Koreji i Japanu 02'                  |
| 18. | 6. lipnja 2002.     | Daegu, Južna Koreja               | Senegal     | 1 : 1   | 1 : 1     | SP u Koreji i Japanu 02'                  |
| 19. | 11. lipnja 2002.    | Incheon, Južna Koreja             | Francuska   | 2 : 0   | 2 : 0     | SP u Koreji i Japanu 02'                  |
| 20. | 7. rujna 2002.      | Oslo, Norveška                    | Norveška    | 1 : 0   | 2 : 2     | Kvalifikacije za EURO 04'                 |
| 21. | 7. rujna 2002.      | Oslo, Norveška                    | Norveška    | 2 : 1   | 2 : 2     | Kvalifikacije za EURO 04'                 |
| 22. | 7. rujna 2002.      | Kopenhagen, Danska                | Luxembourg  | 1 : 0   | 2 : 0     | Kvalifikacije za EURO 04'                 |
| 23. | 20. studenog 2002.  | Kopenhagen, Danska                | Poljska     | 1 : 0   | 2 : 0     | Prijateljska utakmica                     |
| 24. | 12. veljače 2003.   | Kairo, Egipat                     | Egipat      | 2 : 1   | 4 : 1     | Prijateljska utakmica                     |
| 25. | 29. ožujka 2003.    | Bukurešt, Rumunjska               | Rumunjska   | 3 : 2   | 5 : 2     | Kvalifikacije za EURO 04'                 |
| 26. | 10. rujna 2003.     | Kopenhagen, Danska                | Rumunjska   | 1 : 0   | 2 : 2     | Kvalifikacije za EURO 04'                 |
| 27. | 16. studenog 2003.  | Manchester, Engleska              | Engleska    | 3 : 2   | 3 : 2     | Prijateljska utakmica                     |
| 28. | 30. svibnja 2004.   | Tallinn, Estonija                 | Estonija    | 1 : 0   | 2 : 2     | Prijateljska utakmica                     |
| 29. | 18. lipnja 2004.    | Braga, Portugal                   | Bugarska    | 1 : 0   | 2 : 0     | EURO 04'                                  |
| 30. | 22. lipnja 2004.    | Porto, Portugal                   | Švedska     | 1 : 0   | 2 : 2     | EURO 04'                                  |
| 31. | 22. lipnja 2004.    | Porto, Portugal                   | Švedska     | 2 : 1   | 2 : 2     | EURO 04'                                  |
| 32. | 9. listopada 2004.  | Tirana, Albanija                  | Albanija    | 2 : 0   | 2 : 0     | Kvalifikacije za SP 06'                   |
| 33. | 13. listopada 2004. | Kopenhagen, Danska                | Turska      | 1 : 0   | 1 : 1     | Kvalifikacije za SP 06'                   |
| 34. | 17. studenog 2004.  | Tbilisi, Gruzija                  | Guzija      | 1 : 0   | 2 : 2     | Kvalifikacije za SP 06'                   |
| 35. | 17. studenog 2004.  | Tbilisi, Gruzija                  | Gruzija     | 2 : 1   | 2 : 2     | Kvalifikacije za SP 06'                   |
| 36. | 17. kolovoza 2005.  | Kopenhagen, Danska                | Engleska    | 2 : 0   | 4 : 1     | Prijateljska utakmica                     |
| 37. | 7. rujna 2005.      | Kopenhagen, Danska                | Guzija      | 4 : 1   | 6 : 1     | Kvalifikacije za SP 06'                   |
| 38. | 12. listopada 2005. | Almaty, Kazahstan                 | Kazahstan   | 2 : 0   | 2 : 1     | Kvalifikacije za SP 06'                   |
| 39. | 27. svibnja 2006.   | Aarhus, Danska                    | Paragvaj    | 1 : 1   | 1 : 1     | Prijateljska utakmica                     |
| 40. | 1. rujna 2006.      | Brøndby, Danska                   | Portugal    | 1 : 0   | 4 : 2     | Prijateljska utakmica                     |
| 41. | 6. rujna 2006.      | Reykjavík, Island                 | Island      | 2 : 0   | 2 : 0     | Kvalifikacije za EURO 08'                 |
| 42. | 11. listopada 2006. | Vaduz, Lihtenštajn                | Lihtenštajn | 3 : 0   | 4 : 0     | Kvalifikacije za EURO 08'                 |
| 43. | 11. listopada 2006. | Vaduz, Lihtenštajn                | Lihtenštajn | 4 : 0   | 4 : 0     | Kvalifikacije za EURO 08'                 |
| 44. | 6. veljače 2007.    | London, Engleska                  | Australija  | 1 : 0   | 3 : 1     | Prijateljska utakmica                     |
| 45. | 6. veljače 2007.    | London, Engleska                  | Australija  | 3 : 0   | 3 : 1     | Prijateljska utakmica                     |
| 46. | 2. lipnja 2007.     | Kopenhagen, Danska                | Švedska     | 2 : 3   | prekinuto | Kvalifikacije za EURO 08'                 |
| 47. | 12. rujna 2007.     | Aarhus, Danska                    | Lihtenštajn | 3 : 0   | 4 : 0     | Kvalifikacije za EURO 08'                 |
| 48. | 13. listopada 2007. | Aarhus, Danska                    | Španjolska  | 1 : 2   | 1 : 3     | Kvalifikacije za EURO 08'                 |
| 49. | 17. listopada 2007. | Kopenhagen, Danska                | Latvija     | 1 : 0   | 3 : 1     | Kvalifikacije za EURO 08'                 |
| 50. | 21. studenog 2007.  | Kopenhagen, Danska                | Island      | 2 : 0   | 3 : 0     | Kvalifikacije za EURO 08'                 |
| 51. | 6. veljače 2008.    | Celje, Slovenija                  | Slovenija   | 1 : 0   | 2 : 1     | Prijateljska utakmica                     |
| 52. | 24. lipnja 2010.    | Rustenburg, Južna Afrika          | Japan       | 1 : 2   | 1 : 3     | SP u Južnoj Africi 10'                    |

## Osvojeni klupski trofeji
| Klub                | Trofej              | Sezona     |
| Nizozemska          | Nizozemska          | Nizozemska |
| ------------------- | ------------------- | ---------- |
| Feyenoord Rotterdam | Eredivisie          | 1998./99.  |
| Feyenoord Rotterdam | Nizozemski Superkup | 1998./99.  |
| Feyenoord Rotterdam | Kup UEFA            | 2001./02.  |
| Italija             |                     |            |
| AC Milan            | Liga prvaka         | 2002./03.  |
| AC Milan            | Coppa Italia        | 2002./03.  |
| AC Milan            | Serie A             | 2003./04.  |
| AC Milan            | Supercoppa Italiana | 2003./04.  |
| Njemačka            |                     |            |
| VfB Stuttgart       | Bundesliga          | 2006./07.  |